# 史朴
史朴（？—1878年），字兰畦，直隶遵化州（今河北遵化）人，清朝政治人物。进士出身。
道光十六年，登進士。以进士官知县，历任广东惠来縣、乳源縣知縣。道光二十四年（1844年），擔任清朝廣州府南海縣知縣。后由吳廷獻接任。道光二十六年（1846年），再任南海縣知縣。后由張繼鄒接任。晋升为罗定州知州，擢升为知府。善于治盗贼，善于用人，有政绩。咸丰年间，太平天国运动时，在梧州、封川江口等地，屡败太平军。光绪年间，官至署粮储道加盐运使。光绪四年（1878年）卒。

## 延伸阅读
[在维基数据编辑]
 《清史稿·卷452》，出自趙爾巽《清史稿》